# Гочка пруга
Гочка пруга била је шумска пруга саграђена 1916. године, током аустроугарске окупације, са циљем лакше експлоатације богатих шума на планини Гоч. Пруга је функционисала све до 1959. године. Почетком 21. века јавила се иницијатива за њено обнављање.

## Изградња пруге
Након аустроугарске окупације Краљева 1915. године, окупациона власт је брзо оспособила железничку станицу, мостове уништене током борби за град и пругу Чачак-Краљево-Крушевац-Сталаћ. Окупација Краљева трајала је од 6. новембра 1915. до 22. октобра 1918. године. Већ првих дана окупације аустроугарске власти су доводиле пословне људе из своје земље, чији је циљ био да испитају могућности за експлоатацију природних ресурса. Препознали су прилику за експлоатацију шуме на Гочу. Аустроугарска је већ имала искуства са градњом шумских пруга, што је чинила и у Босни и Херцеговини након анексије ове територије. На Гочу су аустроугарски експерти из области шумарства пронашли квалитетне шуме беле букве.
За потребе изградње пруге аустроугарска власт је у Горњој Рибници основала радни лагер, а рад на пруги је обезбеђивала група аустроугарских војника, којима је помагала и једна мања група бугарских војника. Пруга је полазила из Краљева, ишла испод града и пресецала крагујевачки друм, а затим ишла обалом изнад извора Златарице, преко дрвеног моста на Ибру, кроз Рибницу. Прелазила је преко реке Рибнице, а потом излазила на колски пут у селу Јовац и настављала према Каменици и Сокољи. Пруга Краљево-Каменица-Сокоља била је дуга 24 километра.
У радни лагер за изградњу пруге доведени су интернирани Срби из околних села, али и италијански и руски заробљеници. На принудни рад је довођено и локално становништво. Радовима је руководио немачки официр Мацурик, који се према онима који су градили пругу односио врло грубо. Пруга је грађена брзо и недовољно квалитетно. Њена ширина је била 600 милиметара. Тамо где није могла да се користи локомотива, Аустријанци су градили шумску пругу, исто ширине 600 милиметара, где су празни вагони извлачени механичким путем. Поред ове пруге, изграђена је и пруга дуга 12 километара на траси Руђинци-Врњачка Бања-Велике Ливаде. Ова траса је грађена током 1916-1917. године. Пруга је уклоњена са улица Врњачке Бање након њеног ослобођења 1918. године.

## Гочка пруга између два светска рата
Приликом повлачења из Краљева 1918. године аустроугарска војска је запалила дрвени мост на Ибру преко ког је прелазила пруга. По окончању рата пруга је прешла у државно власништво и њом је управљала Дирекција железница. Она је обновила дрвени мост преко ког је пруга прелазила. Године 1920. Акционарско друштво Конзорција Гоч, који су основале две банке из Трстеника, добија право да експлоатише шуме на Гочу. Три године касније Дирекција железница је изградила шумску пругу на релацији Подунавци-Грачац, дугу 14 километара. Две године касније право ескплоатације шума добија Фирма Кнежевић и Радовановић, која је изградила још један крак пруге од 4 километра, до брда Палеж. Од 1925. до 1936. године право коришћења дрвне грађе из ових шума добија фирма Импрегнација прагова из Крушевца. У ово време Гочка пруга је коришћена и за превоз путника из околних села.
Године 1936. Министарство железница је пругу уступило Министарству шума и руда. Ово министарство је Гочку пругу и експлоатацију шума пренело у надлежност Дирекције шума, која је намеравала да Гочку пругу укине због нерентабилности. Овоме се успротивио Петар Богавац, сенатор и бански саветник Моравске бановине, а појавило се и више чланака о новинама који су изражавали незадовољство овом одлуком. Дирекција шума је решила да Гочку пругу изда под концесију. Ту концесију је добио Миљко Петровић Рижа, индустријалац из Краљева.
Петровић је имао своју фирму која је већ радила на сечи шума на Гочу. Фирма је секла шуме и за рачун Дирекције шума, али и за стругару и стовариште са продавницом дасака, које је Петровић имао у Краљеву. Узевши кредит, Рижа је одмах почео са обновом пруге, као и поправком парних локомотива и набавком новог алата и машина. Изградио је и две мале хидроелектране (Сокоља 1 и Сокоља 2) за потребе стругаре на електрични погон. Изградио је и водоточило, популарно названо водена рижа, по ком је добио надимак. Воду са планинских потока и река је уводио у водоточила. За ову сврху извршио је прокопавање тунела за увођење Гвоздачке реке у водоточила на сокољској страни  планине Гоч. Изградио је око 40 километара водених рижа на Гочу и Бреснику, а нарочито је била тешка изградња риже дуге 17 километара, од Рисовца до железничке станице Добре Воде. Гочка пруга је по Петровићу често била називана Рижина пруга, а дрвени мост на Ибру Рижин мост. Тај назив је носила све до укидања 1959. године.

## Пруга током Другог светског рата
По почетку немачке окупације у Другом светском рату, Рижина фирма је наставила са радом, односно морала је по наређењу окупационих власти да за њихове потребе настави са производњом огревног дрвета и дрвне грађе. Ипак, Гочка пруга није могла да се користи јер се на Гочу склонио партизански одред Јово Курусла, чији су борци углавном били из Краљева или његове околине. Након повлачења партизана немачка власт је успоставила контролу над пругом, па су возови поново саобраћали. Петровић је након рата био ухапшен под оптужбом да је сарађивао са Немцима јер је његова фирма радила током рата. Осуђен је 1945. године на 7 година тешког присилног рада и губитак грађанске части и имовине.

## Укидање Гочке пруге
Нове власти су 1945. године забраниле свим приватним предузећима да експлоатишу шуме. Министарство шума Србије је 1. августа 1945. године основало Државно шумско предузеће Гоч, а Гочка пруга је потпала под надлежност Југословенске државне железнице и Железничког чвора у Краљеву. Током првих послератних година Гочка пруга је радила пуним капацитетом, а да би се испуниле потрбе становништва за огревом, као и потребе привреде коју је требало обновити, организоване су и омладинске радне акције. Године 1950. Гочка пруга је предата новооснованом државном предузећу Дрвни комбинат Гоч. Ово предузеће није имало довољно средстава да одржава Гочку пругу, упркос упозорењима Министарства саобраћаја да је потребна њена хитна обнова због дотрајалости. Из овог разлога инспекција Министарства саобраћаја је 1958. године забранила употребу дрвеног моста. Како је у међувремену завршена реконструкција у рату срушеног друмског гвозденог моста преко Ибра, Дрвни комбинат Гоч је закљчио да се не исплати поправка дрвеног моста преко ког је прелазила пруга. Одлучено је да се дрвна грађа допрема камионским путем, а да се Гочка пруга укине јер је нерентабилна. Мала парна локомотива последњи пут је прошла својом трасом 8. априла 1959. године, објавивши писком последњу вожњу. Крајем 1959. године почела је демонтажа колосека, а локомотиве су предате Железничком чвору Краљево. Ова пруга је многима пружала запослење, а била је и једина веза мештанима села кроз које је пролазила са Краљевом, па не чуди што је њено укидање изазвало бројне емоције појединаца и штампе.

## Иницијативе за обнову Гочке пруге
Дана 8. априла 2008. године, на дан када је воз 49 година раније последњи пут прошао Гочком пругом, основан је Иницијативни одбор за ревитализацију Гочке пруге. Четири године касније регистровано је и Удружење Гочка пруга. Снимљен је и филм о овој прузи и отворена је изложба у згради Месне заједнице Каменица, где се раније налазила железничка станица. Овде је изложено преко 90 фотографија, оригинални алат и инвентар коришћен на прузи. Иза ове идеје је група ентузијаста, а њој се прикључио и велики број чланова Завичајног друштва Краљево, радника са железнице, инжењера и становника Краљева и села у подножју Гоча. Ова иницијатива је привукла и велику пажњу љубитеља старих пруга из целе Србије.

## Галерија
- Аустроугарски војници надгледају рад стругаре фирме Кнежевић и Радовановић
- Утоварна станица Каменица 1957. године
- Рижин мост преко реке Рибнице
- Путници и особље на Гочкој прузи 1957. године
- Водена рижа која се налазила у близини данашњег акумулационог језера на Гвоздачкој реци
- Експонат у Музеју Гочке пруге у Каменици
- Експонати у Музеју Гочке пруге
- Остаци Гочке пруге
- Остаци Гочке пруге
- Остаци Гочке пруге
- Чланска карта Удружења Гочка пруга